# Rivière Bride
Pour les articles homonymes, voir Bride.
La rivière Bride est un affluent de la rive nord de la rivière Archambault, coulant entièrement dans la municipalité de Val-des-Lacs, dans la municipalité régionale de comté (MRC) Les Laurentides, dans la région administrative des Laurentides, au Québec, au Canada.
Ce ruisseau coule entièrement en zone forestière, sauf la zone de villégiature sur la rive ouest du lac de l’Orignal et dans la zone du lac Paquette. Son cours se situe dans une vallée entre la Montagne de la Tour (à l'ouest) et le Mont du Rabbin-Stem (au sud-est).
La surface de la rivière Bride est généralement gelée de la mi-décembre jusqu’en fin mars. Historiquement, la foresterie a été l’activité dominante de ce bassin versant.

## Géographie
La rivière Bride prend sa source à l’embouchure du lac à l’Orignal (longueur : 1,5 km ; altitude : 494 m) où la villégiature est développée du côté ouest et Sud. Ce lac est situé au sud-est de la Montagne Noire et près de la limite nord-Est de Val-des-Lacs.
Cette source de la rivière est située à 18 km à l'est du centre du village de Mont-Tremblant, à 4,6 km au nord-est de la confluence de la rivière Bride et à 20,3 km au nord du centre du village de Val-David.
À partir de sa source, la rivière Bride coule sur 8,7 km, selon les segments suivants :
- 1,5 km vers l'ouest en serpentant dans une zone de marais, puis en traversant le « Petit lac de l’Orignal » (longueur : 0,7 km ; altitude : 491 m), sur sa pleine longueur, jusqu’à son embouchure ;
- 3,6 km vers le sud-ouest en se dirigeant vers le pied de la Montagne de la Tour et en coupant le chemin de Val-des-Lacs en fin de segment, jusqu’à la décharge du lac Paquette (venant de l'ouest) ;
- 3,6 km vers le sud en longeant (du côté nord la Montée Lajeunesse) et en coupant le chemin du lac-Quenouille, jusqu’à la confluence de la rivière[2].

La rivière Bride se déverse dans un coude de rivière sur la rive nord de la rivière Archambault. Cette confluence est localisée du côté nord du lac aux Quenouilles. Plus spécifiquement, elle est située à :
- 5,0 km à l'est de la confluence de la rivière Archambault ;
- 3,2 km à l'ouest du sommet du Mont du Rabbin-Stem ;
- 15,6 km au nord-ouest du centre-ville de Sainte-Agathe-des-Monts.

## Toponymie
Le toponyme rivière Bride a été officialisé le 25 juin 1987 à la Commission de toponymie du Québec.